# Get It (Havana Brown)
Get It è un singolo della disc jockey e cantante australiana Havana Brown, pubblicato nel 2011.

## Tracce
- Download digitale

1. Get It – 3:40

- EP digitale

1. Get It (Bombs Away Remix) – 5:57
2. We Run the Night featuring Pitbull (RedOne Remix) – 3:48
3. Get It (Rave Radio Remix) – 5:18
4. Get It (Krunk Remix) – 5:11